# Bronisławka (województwo wielkopolskie)
Bronisławka (niem. Bismarkwald) – osada w Polsce położona w województwie wielkopolskim, w powiecie ostrowskim, w gminie Sośnie przy drodze krajowej nr 25. Miejscowość wchodzi w skład sołectwa Kałkowskie.
W latach 1975–1998 miejscowość należała do województwa kaliskiego.